# Schwarzbachbahn
Schwarzbachbahn – jednotorowa, wąskotorowa (750 mm) i niezelektryfikowana linia kolejowa w Niemczech (Saksonia).

## Historia
W kwietniu 1896 rozpoczęto budowę linii wąskotorowej z Kohlmühle do Hohnstein o rozstawie szyn 750 mm. Na trasie wydrążono dwa tunele, o długości 63 i 38 metrów. Są to jedyne zachowane do dziś tunele kolei wąskotorowej na terenie Saksonii. Wzniesiono też dwa duże mosty betonowe. Przejazd pierwszego pociągu testowego odbył się 28 kwietnia 1897. Otwarcie linii nastąpiło 30 kwietnia 1897. Podczas budowy przeniesiono łącznie 94 793 m³ ziemi, zużyto 2183 m³ betonu, 4751 szyn i 14 600 podkładów. Całkowite koszty budowy wyniosły 1 375 783,58 RM.
Natężenie ruchu na linii zawsze było skromne. Największy ruch obsłużono w latach 30. XX wieku, kiedy nasilił się w tym rejonie ruch turystyczny. Po klęsce Niemiec w II wojnie światowej linia użytkowana była do wyjazdów na wieś celem pozyskiwania żywności (uniknęła demontażu w ramach reparacji dla Sowietów). Po 1945 przestała przynosić dochody. Ostatni rozkładowy pociąg wyjechał na nią 27 maja 1951. Wkrótce rozebrano torowiska, które po 1994 zostały częściowo odbudowane dla pociągów turystycznych. Pierwszy parowóz wyjechał na odbudowany, 40-metrowy odcinek w 2006 (IVk 99 590 z Preßnitztalbahn). 

## Przebieg i obiekty
Trasa zaczyna się w dolinie Sebnitzbach, przy stacji stycznej Kohlmühle, na wysokości 146,47 m n.p.m. Oprócz toru peronowego istniał tam tor do rampy załadunkowej (wykorzystywano transportery). Istniała też hala przeładunkowa i parowozownia. Na trasie, do stacji Lohsdorf, zbudowano trzy mosty nad Sebnitzbach, dwa tunele: Schwarzbergtunnel (68 metrów długości) i Maulbergtunnel (39 metrów długości), a także cztery mniejsze obiekty mostowe z dźwigarami stalowymi. W Hohstein stacja znajduje się na wysokości 330,08 metrów. Budynek stacyjny wzniesiono z czerwonej cegły. Istnieje on do dziś. Nie zachowała się natomiast szopa towarowa i dwustanowiskowa parowozownia.

## Galeria

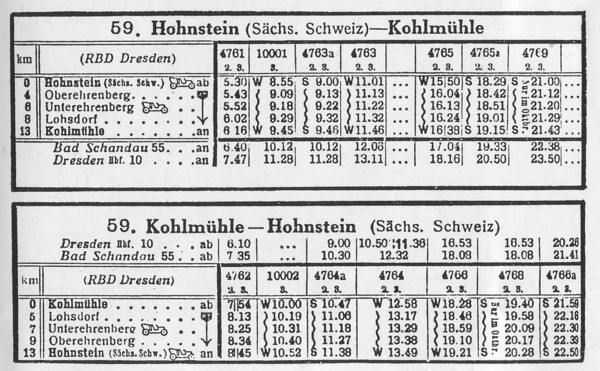
Rozkład jazdy z lat 1929/1930
Dworzec Hohnstein w 2018
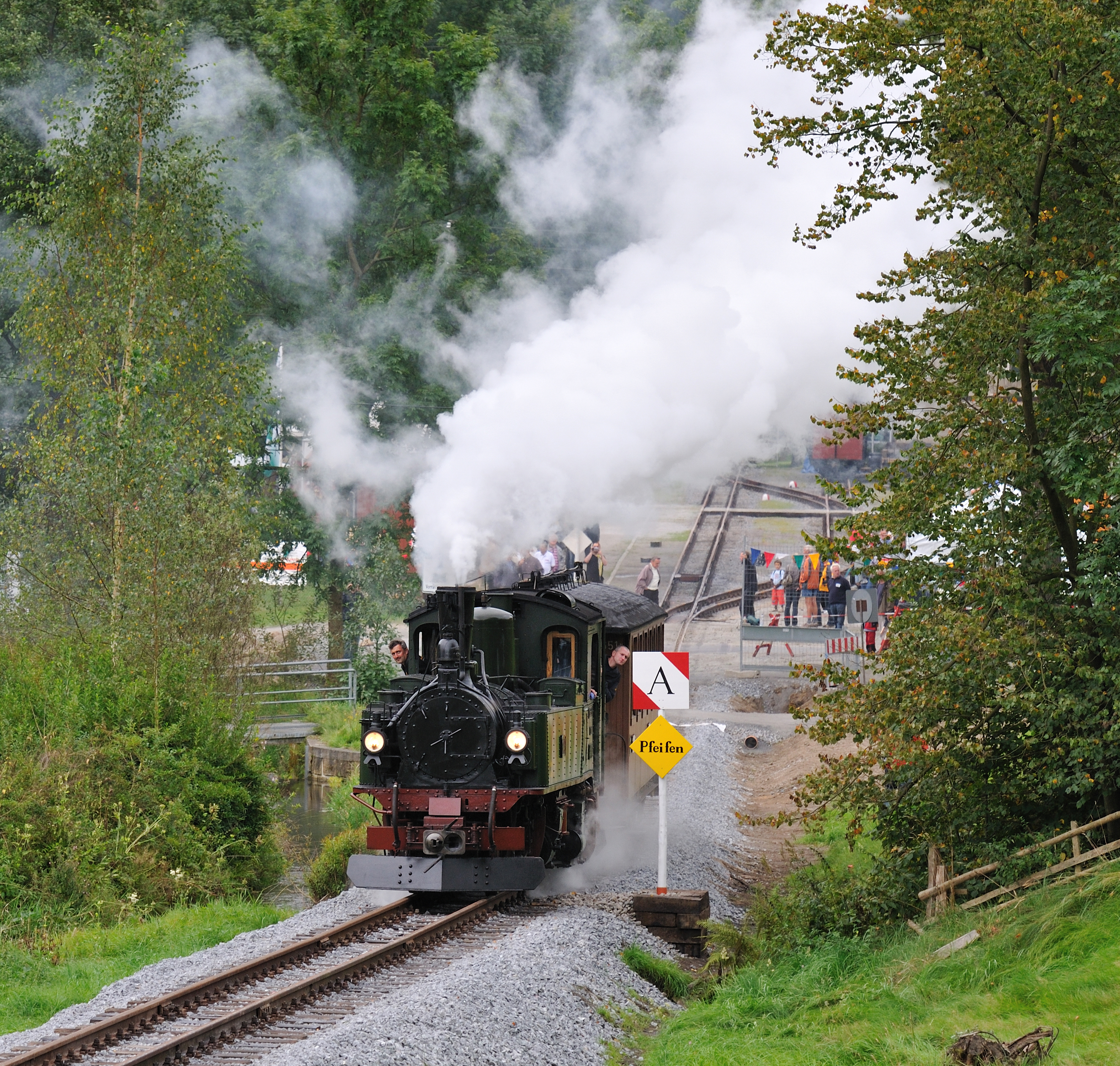
Stacja Lohsdorf
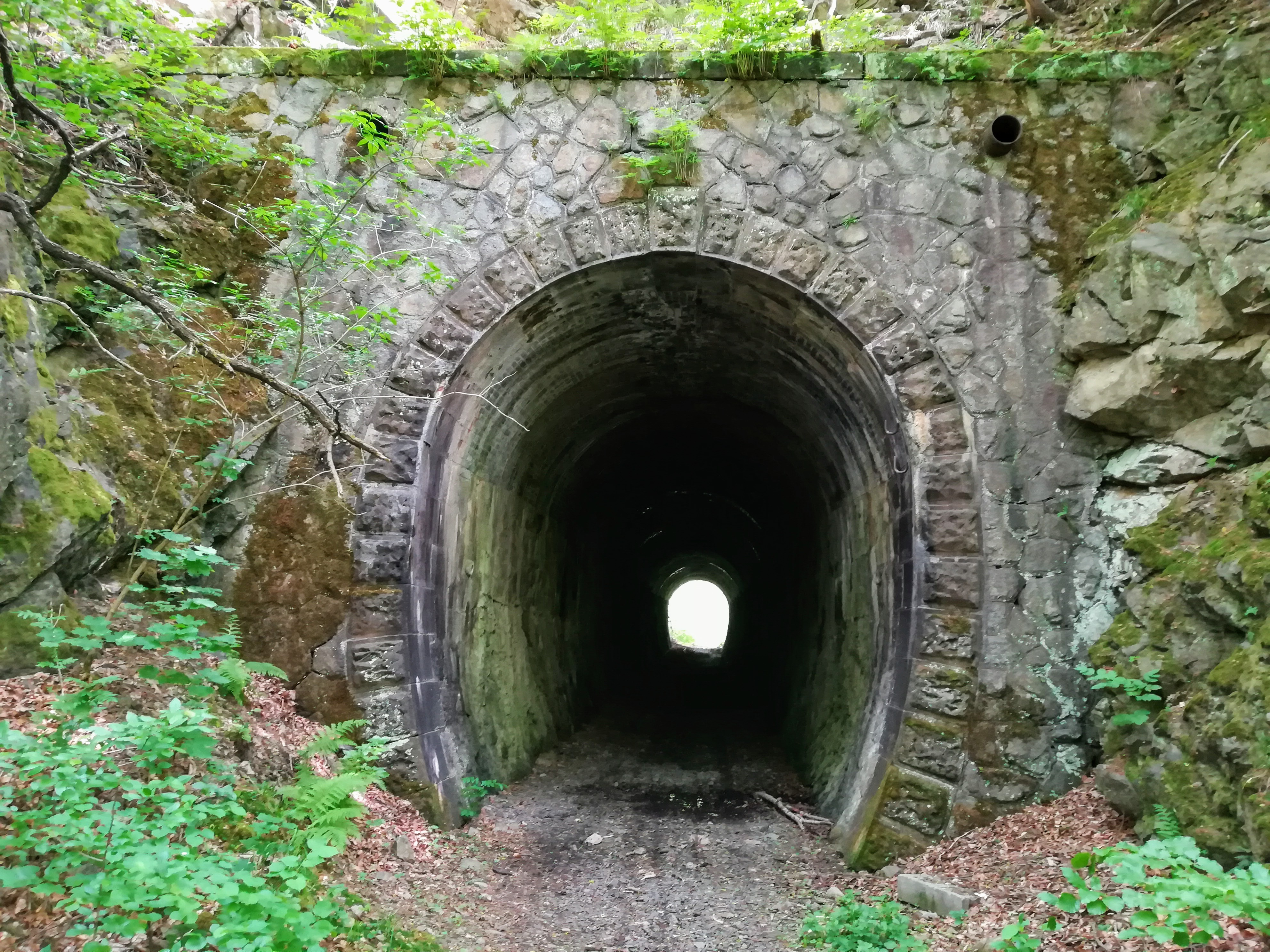
Tunel na odcinku Hohnstein – Goßdorf-Kohlmühle